# Marquis de Norpois
Le marquis de Norpois est un diplomate, personnage d’À la recherche du temps perdu. C’est l’un des porte-voix du sainte-beuvisme dans ce roman.
Il a ses entrées à l’Académie, n’a pas d’estime particulière pour la littérature, mais il juge cependant que cette carrière conviendrait au narrateur, qu’il se propose de mettre en contact avec un jeune auteur. Il méprise un peu Bergotte. Cependant il aura une fin heureuse dans son amour avec madame de Villeparisis, chose rare dans la Recherche.
Norpois est un fin connaisseur du chiffre diplomatique. Non seulement il sait user des tournures journalistiques d'usage, mais il sait communiquer par allusion lors des négociations diplomatiques. Proust distingue cet art fait de tact et d'usage figés, de l'art de l'écrivain, que l'effort pour dire sa propre vérité contraint à trouver des formules inédites. Cette différence de point de vue explique qu'il ne mesure la littérature que par le biais des jeux diplomatiques, par exemple ceux de l'académie, ou de la carrière, concernant le narrateur.
Norpois avait été "ministre plénipotentiaire avant la guerre [de 1870] et ambassadeur lors du 16 mai" puis "chargé plusieurs fois de représenter la France dans des missions extraordinaires - et même comme contrôleur de la Dette, en Égypte"
Par ailleurs, ce personnage permet à Proust de faire des références aux relations diplomatiques entre la France et la Russie de Nicolas II - présenté sous les traits du fictif roi Théodose - avant la première guerre mondiale.

## Interprète
- Roland Copé dans À la recherche du temps perdu de Nina Companeez (2011)
- Gilles David dans Le Côté de Guermantes, adaptation théâtrale écrite et mise en scène par Christophe Honoré à la Comédie-Française (2020)